# 홈그라운드
홈그라운드(Home Ground)는 한국에서 제작된 권아람 감독의 2022년 다큐멘터리 영화이다. 윤김명우 등이 출연하였다.

## 출연
- 윤김명우
- 최옥진
- 윤수
- 전해성
- 루시아
- 이드